# Hotel Reina Victoria (Valencia)
El Hotel Reina Victoria está ubicado en la calle de las Barcas número 4, esquina con calle Pérez Pujol de la ciudad de Valencia (España). Se trata de un edificio hostelero de estilo modernista valenciano que data del año 1910, obra del arquitecto Luis Ferreres Soler.

## Edificio
Fue construido por el arquitecto valenciano Luis Ferreres Soler en 1910 para uso residencial y oficinas del banco del Río de la Plata aunque al poco tiempo se convirtió en establecimiento hotelero, uso que sigue desempeñando actualmente. Es de estilo modernista valenciano.
De todas las construcciones del arquitecto, tal vez sea esta la que cuenta con unos acabados más cuidados. El edificio fue premiado en 1912 por el Ayuntamiento de Valencia ”por reunir condiciones artísticas merecedoras de aplauso”.
Cuenta con planta baja que se encuentra ocupada por una entidad bancaria, cuatro alturas y ático. En la fachada destacan las marquesinas, la ornamentación floral, el cuidado trabajo de herrería en la planta baja y un mirador central recayente al chaflán de la calle Barcas con calle Pérez Pujol, que está acristalado en la segunda y tercera planta y que da paso a un amplio balcón en la cuarta altura rematado con una elaborada marquesina de hierro forjado.
Es el hotel, que sigue en activo, más antiguo de la ciudad y en él se alojaron diversos intelectuales antes y durante la guerra civil española como Ernest Hemingway, Jacinto Benavente, Federico García Lorca, Robert Capa o Ilyá Ehrenburg. Fue reformado en el año 2016 y actualmente pertenece a la cadena hotelera One Shot que opera con el nombre de One Shot Palacio Reina Victoria 04.